# Neurocultura
NeuroCultura es la relación entre las ciencias que estudian el funcionamiento del cerebro y la cultura, entendida esta como: los conocimientos, la historia, las costumbres, las ideas y valores de los humanos y sus manifestaciones en cualquier expresión social, científica, artística, filosófica, moral o religiosa, etcétera.

La Neurocultura tiene como principal exponente que todo lo que crea el ser humano se genera en el cerebro, desde las funciones más primarias resultado de la evolución de millones de años hasta las expresiones superiores como el arte, el pensamiento religioso o el pensamiento científico. Por lo tanto, el entendimiento que relaciona el hecho biológico del cerebro con el resultado de los procesos del mismo, da lugar a una forma de explicar el modo en que el ser humano responde a su entorno en todas sus expresiones, cualquiera que estas sean.
El estudio del ser humano ha sido analizado por muchas materias científicas y humanísticas, como la filosofía, sociología, antropología, psicología, teología, ética, jurisprudencia y un largo etcétera. Los actuales conocimientos sobre el funcionamiento del cerebro hacen que todas éstas disciplinas no puedan obviar que es el cerebro el que las crea y organiza los pensamientos, que dan lugar a los datos, deducciones, estructuras, leyes y, en definitiva, al contenido que las constituyen.
La Neurociencia, junto con las ciencias humanísticas y científicas conforman un nuevo nivel de estudio, que dará lugar a una Reevaluación de algunas disciplinas y al enriquecimiento de todas.
De acuerdo con este acercamiento, en el que se une la Neurociencia y el resto de disciplinas humanísticas y científicas, resultan nuevos términos que las relacionan, por ejemplo; se nombra la NeuroEconomía, NeuroFilosofia, NeuroÉtica, NeuroTeología, NeuroEstética, NeuroCognición o NeuroEducación.... Cualquier materia es susceptible de ser relacionada con las neurociencias.
Da igual la sociedad cultural de que se trate. El funcionamiento del cerebro tiene características comunes a todas las sociedades y razas de la tierra. Estas características han sido comprobadas mediante técnicas de resonancia magnética y se ha verificado que las emociones o sentimientos relacionados con la moral, el amor, el placer... se activan en las mismas áreas cerebrales independientemente de la sociedad o raza del individuo, diferenciándose sólo en la medida que las distintas culturas interpreten los hechos, modos de vida, o arraigos morales de una forma u otra.